# Jazzrock
Jazzrock, även benämnd fusion, är en blandform av flera moderna musikstilar. Det är främst en blandning av jazz och rhythm & blues-baserade populärmusikstilar som rock, soul och funk. Stilen skapades i slutet av 1960-talet av artister som Miles Davis, Soft Machine, Jeremy Steig, Gary Burton och Larry Coryell. 
Stildrag som är typiska för jazzrocken är tonvikt på elektrisk förstärkning, elektriska instrument, avancerad harmonik och rockmusikrytmer eller rytmer hämtade från andra kulturer som ligger till grund för improviserade jazzsolon.